# Sunray (Texas)
Sunray è un centro abitato degli Stati Uniti d'America situato nella contea di Moore dello Stato del Texas.
La popolazione era di 1.926 persone al censimento del 2010.

## Geografia fisica
Sunray è situata a 36°01′09″N 101°49′26″W (36.019280, -101.823860).
Secondo lo United States Census Bureau, ha un'area totale di 1,7 miglia quadrate (4,4 km²).

## Società

### Evoluzione demografica
Secondo il censimento del 2000, c'erano 1.950 persone, 688 nuclei familiari e 531 famiglie residenti nella città. La densità di popolazione era di 1.154,0 persone per miglio quadrato (445,5/km²). C'erano 772 unità abitative a una densità media di 456,9 per miglio quadrato (176,4/km²). La composizione etnica della città era formata dal 72,92% di bianchi, lo 0,72% di afroamericani, lo 0,77% di nativi americani, lo 0,15% di asiatici, il 23,38% di altre razze, e il 2,05% di due o più etnie. Ispanici o latinos di qualunque razza erano il 35,59% della popolazione.
C'erano 688 nuclei familiari di cui il 45,1% aveva figli di età inferiore ai 18 anni, il 64,7% aveva coppie sposate conviventi, l'8,7% aveva un capofamiglia femmina senza marito, e il 22,8% erano non-famiglie. Il 20,5% di tutti i nuclei familiari erano individuali e il 10,0% aveva componenti con un'età di 65 anni o più che vivevano da soli. Il numero di componenti medio di un nucleo familiare era di 2,83 e quello di una famiglia era di 3,31.
La popolazione era composta dal 33,8% di persone sotto i 18 anni, il 7,3% di persone dai 18 ai 24 anni, il 29,4% di persone dai 25 ai 44 anni, il 19,7% di persone dai 45 ai 64 anni, e il 9,8% di persone di 65 anni o più. L'età media era di 32 anni. Per ogni 100 femmine c'erano 99,4 maschi. Per ogni 100 femmine dai 18 anni in giù, c'erano 93,8 maschi.
Il reddito medio di un nucleo familiare era di 32.026 dollari e quello di una famiglia era di 36.813 dollari. I maschi avevano un reddito medio di 31.141 dollari contro i 18.077 dollari delle femmine. Il reddito pro capite era di 16.656 dollari. Circa l'11,5% delle famiglie e il 13,8% della popolazione erano sotto la soglia di povertà, incluso il 18,1% di persone sotto i 18 anni e l'11,5% di persone di 65 anni o più.

## Istruzione
Sunray è servita dal Sunray Independent School District ed è sede della Sunray High School.